# مارتن تومسن
مارتن تومسن (بالدنماركية: Martin Thomsen)‏ (16 أغسطس 1982 في الدنمارك - ) هو لاعب كرة قدم دانمركي في مركز الوسط. لعب مع نادي سيلكيبورج ونادي فيبورج وSkive IK ‏ وHobro IK ‏.

## وصلات خارجية
- مارتن تومسن على موقع قاعدة بيانات كرة القدم.إي يو (الإنجليزية)
- مارتن تومسن على موقع Soccerbase.com (لاعب) (الإنجليزية)